# Championnat de Bosnie-Herzégovine de football 2004-2005
Navigation
Saison précédente Saison suivante
La saison 2004-2005 du Championnat de Bosnie-Herzégovine de football était la 13e édition du championnat national de première division. Les seize meilleurs du pays sont regroupés au sein d'une poule unique où ils s'affrontent deux fois, à domicile et à l'extérieur. En fin de saison, les deux derniers du classement sont relégués et remplacés par le vainqueur de chaque groupe de deuxième division (groupe Fédération de Bosnie-Herzégovine et groupe Republika Srpska).
C'est le HSK Zrinjski Mostar qui remporte la compétition en terminant en tête du classement, avec 10 points d'avance sur le FK Željezničar Sarajevo et 16 sur le tenant du titre, le NK Široki Brijeg. Il s'agit du tout premier titre de champion du Zrinjski.

## Les 16 clubs participants
| - FK Željezničar Sarajevo - FK Buducnost Banovici - Promu de First League - FK Sarajevo - NK Celik Zenica - NK Široki Brijeg - NK Posusje - FK Sloboda Tuzla - HNK Orasje | - HSK Zrinjski Mostar - NK Zepce - FK Leotar Trebinje - FK Borac Banja Luka - FK Slavija - Promu de First League - FK Rudar Ugljevik - FK Modrica - NK Travnik |

## Compétition

### Classement
Le barème utilisé pour établir le classement est le suivant :
- Victoire : 3 points
- Match nul : 1 point
- Défaite : 0 point

| Rang | Équipe                  | Pts | J  | G  | N | P  | Bp | Bc | Diff |
| ---- | ----------------------- | --- | -- | -- | - | -- | -- | -- | ---- |
| 1    | HSK Zrinjski Mostar     | 61  | 30 | 19 | 4 | 7  | 56 | 30 | +26  |
| 2    | FK Željezničar Sarajevo | 51  | 30 | 15 | 6 | 9  | 31 | 22 | +9   |
| 3    | NK Široki Brijeg        | 45  | 30 | 12 | 9 | 9  | 42 | 33 | +9   |
| 4    | FK Sarajevo C           | 45  | 30 | 13 | 6 | 11 | 39 | 37 | +2   |
| 5    | NK Travnik              | 44  | 30 | 14 | 2 | 14 | 42 | 47 | -5   |
| 6    | FK Modrica              | 42  | 30 | 11 | 9 | 10 | 38 | 32 | +6   |
| 7    | HNK Orasje              | 42  | 30 | 13 | 3 | 14 | 45 | 43 | +2   |
| 8    | FK Buducnost Banovici P | 42  | 30 | 13 | 3 | 14 | 37 | 40 | -3   |
| 9    | NK Posusje              | 42  | 30 | 13 | 3 | 14 | 34 | 43 | -9   |
| 10   | FK Slavija P            | 41  | 30 | 12 | 5 | 13 | 36 | 34 | +2   |
| 11   | FK Sloboda Tuzla        | 41  | 30 | 11 | 8 | 11 | 30 | 28 | +2   |
| 12   | NK Žepče                | 41  | 30 | 13 | 2 | 15 | 33 | 36 | -3   |
| 13   | NK Celik Zenica         | 41  | 30 | 13 | 2 | 15 | 29 | 37 | -8   |
| 14   | FK Leotar Trebinje      | 41  | 30 | 13 | 2 | 15 | 35 | 45 | -10  |
| 15   | FK Borac Banja Luka -1  | 40  | 30 | 13 | 2 | 15 | 35 | 45 | -10  |
| 16   | FK Rudar Ugljevik       | 25  | 30 | 7  | 4 | 19 | 26 | 43 | -17  |

|  | Qualification pour la Ligue des clubs champions 2005-2006                                          |
|  | Qualification pour la Coupe UEFA 2005-2006                                                         |
|  | Relégation en Prva Liga                                                                            |
|  | T : Tenant du titre C : Vainqueur de la Coupe de Bosnie-Herzégovine P : Promu de deuxième division |

- Le FK Borac Banja Luka reçoit une pénalité d'un point pour forfait lors de la rencontre de la 11e journée face au FK Slavija, qui a donc eu match gagné sur tapis vert (3-0).

## Bilan de la saison
| Championnat de Bosnie-Herzégovine de football 2004-2005         |                                                       |
| Champion                                                        | HSK Zrinjski Mostar (1er titre)                       |
| Coupes et trophées                                              |                                                       |
| Vainqueur de la Coupe de Bosnie-Herzégovine 2004-2005           | FK Sarajevo                                           |
| Qualifications continentales                                    |                                                       |
| Ligue des clubs champions 2005-2006 (1er tour de qualification) | HSK Zrinjski Mostar                                   |
| Coupe UEFA 2005-2006                                            | NK Široki Brijeg                                      |
| Coupe UEFA 2005-2006                                            | NK Žepče                                              |
| Promotions et relégations                                       |                                                       |
| Promus en Premier League                                        | NK Jedinstvo Bihać (Fédération de Bosnie-Herzégovine) |
| Promus en Premier League                                        | FK Radnik Bijeljina (Fédération de Republica Srpska)  |
| Relégués en Prva Liga                                           | FK Borac Banja Luka FK Rudar Ugljevik                 |